# Miguel Ángel Jiménez (actor)
Miguel Ángel Jiménez Rodríguez (Palma de Mallorca, 6 de agosto de 1981) es un actor español.

## Trayectoria profesional
Inició sus estudios como actor en Palma de Mallorca,  Después s
Sus primeras apariciones en cine son las películas El mar de Agustí Villaronga y Blocao de Pere March).[1]. En 2024 graba 2 películas aún pendientes de estreno.
Ha trabajado en series cómo El comisario, Hospital Central, Compañeros,Amar es para siempre  , Alguien tiene que morir y Valeria, pero es en 2005, en El auténtico Rodrigo Leal, donde se incorporó como reparto fijo por primera vez durante 87 capítulos.
En 2018 protagonizó la película de Marcos Cabotá, La jaula.
Más tarde interpretó al agente Bermejo en la segunda temporada de Señoras del (h)AMPA, donde trabaja junto a Malena Alterio, Toni Acosta y Mamen García.
Formó parte del reparto de la reconocida serie de televisión Cuéntame cómo pasó, donde interpretó a Gonzalo, empleado del departamento de Relaciones Informativas en Moncloa durante las temporadas 21 y 22 .
En 2021 se incorporó al rodaje de la serie de televisión Entrevías, junto a José Coronado, Luis Zahera y María Molins en el papel de Santi Abantos papel que desarrolló en las 4 temporadas de la misma. La serie emitió sus dos primeras del tirón siendo todo un éxito. Desde febrero de 2025 se pueden ver todas las temporadas en Netflix que se han colocado en las primeras posiciones de las series más vistas de la plataforma a nivel mundial, siendo su segunda temporada la serie española con mejor estreno de la plataforma.
Ha participado en gran cantidad de obras de teatro entre las que destacan Presas de Ernesto Caballero o la zarzuela Como está MadriZ! junto a Paco León y dirigido por Miguel del Arco, y trabaja en numerosos proyectos  en los que también figura como autor.

## Filmografía
| Año         | Título                              | Personaje       | Cadena    | Notas                            |
| ----------- | ----------------------------------- | --------------- | --------- | -------------------------------- |
| 2022 - 2024 | Entrevías                           | Santi Abantos   | Telecinco | Actor protagonista, 23 episodios |
| 2020 - 2022 | Cuéntame cómo pasó                  | Gonzalo         | La 1      | Actor secundario, 19 episodios   |
| 2019 - 2021 | Señoras del (h)AMPA                 | Agente Bermejo  | Telecinco | Actor de reparto, 6 episodios    |
| 2019        | La que se avecina                   | Kike            | Telecinco | Episódico                        |
| 2018        | Brigada Costa del Sol               |                 | Telecinco | Episódico                        |
| 2018        | Amar es para siempre                | Héctor Quijarro | Antena 3  | Actor de reparto, 10 episodios   |
| 2015 - 2018 | Centro médico                       | Álvaro Martínez | La 1      | 6 episodios                      |
| 2005        | El auténtico Rodrigo Leal           | Felipe          | Antena 3  | Actor protagonista, 87 episodios |
| 2003        | Hospital Central                    | Samuel          | Telecinco | Episódico                        |
| 2002        | Compañeros                          | Alumno          | Antena 3  | Episódico                        |
| 2001        | Policías, en el corazón de la calle | Borja           | Antena 3  | Episódico, 3 capítulos           |

| Año  | Título   | Personaje  | Dirección         |
| ---- | -------- | ---------- | ----------------- |
| 2018 | La jaula | Nacho      | Marcos Cabotá     |
| 2002 | Blocao   | Catino     | Pere March        |
| 2000 | El mar   | Toni Seguí | Agustí Villaronga |